# صالحي العياشي
صالحي العياشي ، لاعب كرة قدم جزائري، وهو لاعب دولي، من أحسن ما أنجبت الكرة السطايفية، ومن أبرز لاعبي المنتخب الوطني الجزائري، كان من بين النجوم الرياضية، التي تركت بصماتها، شاهدة على عطاء الشباب الجزائري، في المحافل الدولية، لعب في المنتخب الوطني الجزائري، خلال فترة السبعينيات، ولعب في نادي وفاق سطيف، إن هذا النّجم ألا هو «صالحي العياشي» هو سليل أسرة «صالحي الحاج» الرياضية، والتي أنجبت أيضا الأسطورة «عبد الحميد صالحي» اللاعب المثالي، الذي بقي محافظا طيلة مشواره الكروي، خاليا من أيّ بطاقة، أو حتى إنذار شفوي.